# كليفلاند كلينك أبو ظبي
كليفلاند كلينك أبوظبي هو مستشفى متعدد التخصصات يقع في أبوظبي، الإمارات العربية المتحدة. يضم 364 سريرًا، وهو جزء من مؤسسة كليفلاند كلينك بالولايات المتحدة الأمريكية، مفتوح للجمهور منذ مايو 2015.

## تاريخ
تأسس مستشفى كليفلاند كلينك أبوظبي نتيجة لاتفاقية شراكة تم توقيعها في عام 2006 بين شركة مبادلة للتنمية وكليفلاند كلينك. افتتح المستشفى رسميًا في 3 ديسمبر 2015 من قبل ولي عهد أبوظبي ونائب القائد الأعلى للقوات المسلحة آنذاك الشيخ محمد بن زايد آل نهيان في حفل حضره العاهل المغربي الملك محمد السادس.
بدأ بناء المشروع عندما قامت شركة مبادلة للتنمية بتعيين شركة الدار العقارية في عام 2007 كمدير تطوير المشروع، للإشراف على تصميم وبناء وتشغيل المستشفى. كان من المقرر في البداية أن يبدأ المستشفى عمليات الخدمة الكاملة للمرضى بحلول الربع الرابع من عام 2013. تأخر البناء لمدة 18 شهرًا أخرى قبل فتح منشأته للجمهور في مايو 2015 بسبب التحديات اللوجستية التي واجهها الحجم الهائل للمشروع. يعد المبنى حالياً أكبر مبنى فولاذي هيكلي في دولة الإمارات العربية المتحدة، حيث يصل وزنه إلى أكثر من 30,000 طن.
في 16 أكتوبر 2019 قام أحد مغني الأوبرا ومريض سابق بالسكتة الدماغية كان قد تلقى في السابق علاجًا منقذًا للحياة في المستشفى، بأداء عرض وقت الغداء للزوار والموظفين في المستشفى.

## المعاهد و الأقسام

### المعاهد
تتضمن كليفلاند كلينك أبوظبي 15 معهداً و مركزاً طبياً :
1. معهد القلب والأوعية الدموية والصدرية
2. معهد الأعصاب
3. معهد أمراض الجهاز الهضمي
4. معهد العيون
5. معهد الجهاز التنفسي
6. معهد الرعاية الحرجة
7. معهد الأورام
8. معهد التخصصات الطبية الدقيقة
9. معهد التخصصات الجراحية الدقيقة
10. مركز زراعة الأعضاء
11. معهد التخدير
12. معهد التصوير الشعاعي
13. معهد الرعاية الطبية والتمريض
14. معهد طب الطوارئ
15. معهد علم الأمراض وطب المختبر

### الأقسام

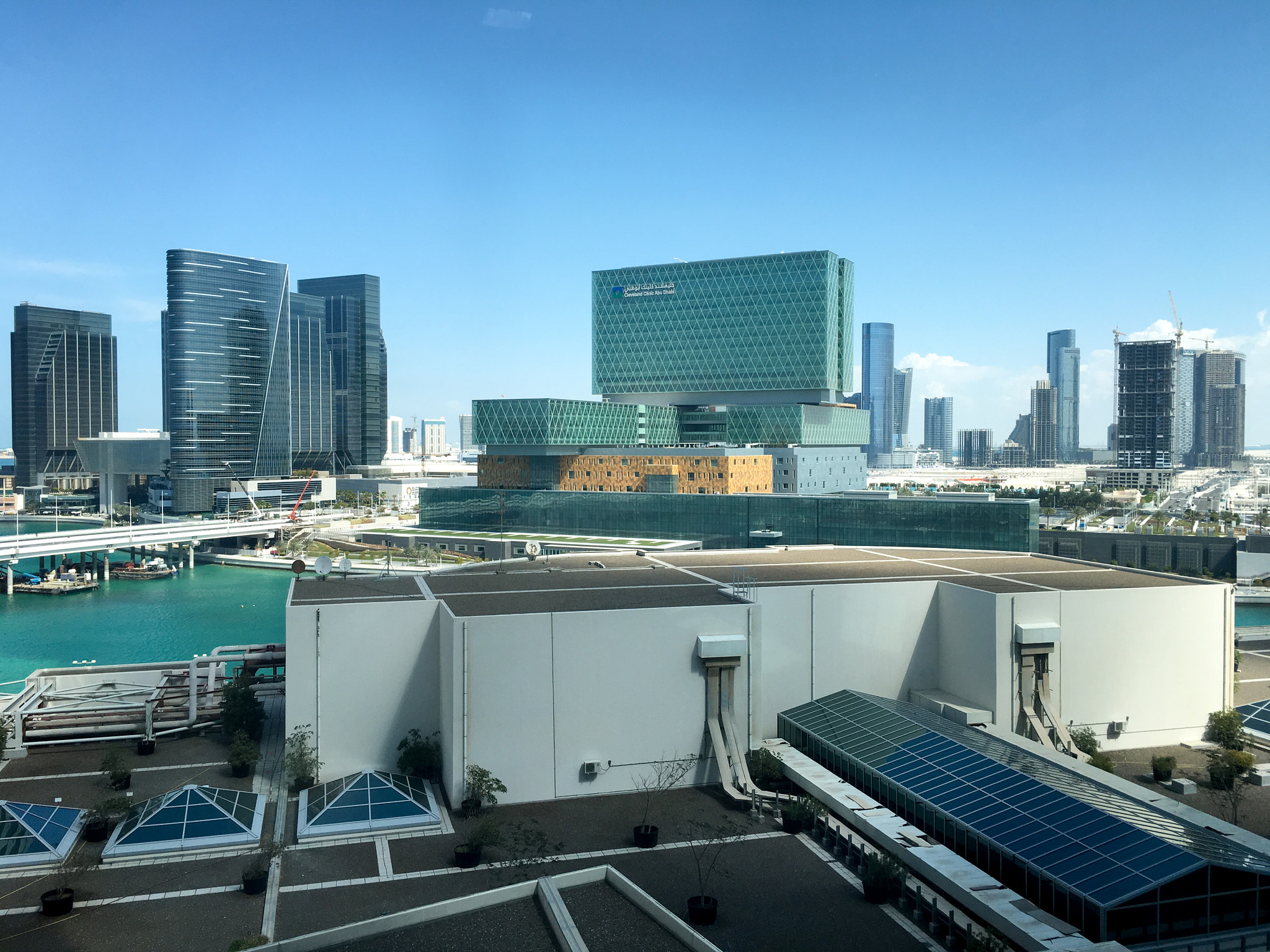
كليفلاند كلينك أبو ظبي، 2016

1. قسم البحوث
2. قسم التعليم
3. معهد الجودة وسلامة المرضى

## انظر ايضاً
- كليفلاند كلينك
- جزيرة الماريه
- مبادلة للاستثمار
- قائمة المستشفيات في الإمارات العربية المتحدة

## روابط خارجية
- الموقع الرسمي www.clevelandclinicabudhabi.ae